# Longipalpus constricticolle
Longipalpus constricticolle là một loài bọ cánh cứng trong họ Cerambycidae.